# Polyblastus pedalis
Polyblastus pedalis là một loài tò vò trong họ Ichneumonidae.